# Jiří Kubíček (fotbalista)
Jiří Kubíček (* 7. dubna 1956) je bývalý český fotbalový brankář a později funkcionář Sigmy Olomouc (1981–2010), Československého a Českomoravského fotbalového svazu (1990–2010).

## Hráčská kariéra
S kopanou začínal v Těšeticích, roku 1974 přestoupil do divizních Železáren Prostějov. V sezonách 1977/78 a 1978/79 byl třetím brankářem Zbrojovky Brno, do prvoligového utkání ovšem nikdy nezasáhl. Od roku 1979 hrál II. ligu za Sigmu ZTS Olomouc. Během ZVS nastupoval v I. A třídě Jihomoravského kraje za RH Holešov. V sezoně 1983/84 a na podzim 1984 ještě střežil branku divizního Uničova, poté se však soustředil na funkcionářskou kariéru a chytal už jen v krajských a okresních soutěžích za Drnovice, Holici, Slatinice a Horku nad Moravou. Na závěr hráčské kariéry nastupoval opět ve Slatinicích a Horce nad Moravou.

## Funkcionářská kariéra
V období 1981–1984 pracoval jako sekretář mládeže v olomoucké Sigmě, poté byl tamtéž téměř 26 let (18. prosince 1984 – 31. července 2010) ředitelem, přičemž od roku 1996 až do roku 2010 byl nepřetržitě zároveň předsedou či místopředsedou představenstva klubu.